# Liber de Moribus Hominum et Officiis Nobilium Sive Super Ludo Scacchorum
Liber de Moribus Hominum et Officiis Nobilium Sive Super Ludo Scacchorum (Livro de Ações Humanas e Nobres Ofícios Sobre O Esporte do Xadrez em português) é o título de um sermão sobre os costumes do homem e dos ofícios dos nobres, escrito em latim e de autoria do frade lombardo Jacobus de Cessolis. O Liber usa as peças de xadrez para simbolizar as diferentes classes da sociedade medieval e os peões representando cada qual uma profissão diferente.
O Liber, que contém contos interessantes, nos quais a virtude é sempre vitoriosa, se tornou muito popular em toda a Europa, sendo copiado e traduzido para diversos idiomas antes de ser finalmente impresso. O Liber também contribuiu para amenizar a posição hostil da Igreja Católica Romana em relação à prática do enxadrismo.
As traduções mais conhecidas do Liber são Game and the Playe of the Chesse (em inglês medieval), publicado pela Caxton's Press em 1474, e Libro di Giuocho di Scacchi Intitolato de Costumi Deglhuomini & Degli Officii Denobili, em italiano.